# Franziskanerkloster Bozen
Das Franziskanerkloster Bozen (italienisch Convento dei Francescani) mit der Franziskanerkirche befindet sich in der Franziskanergasse 1 der Südtiroler Landeshauptstadt Bozen. Es liegt im Stadtteil Zentrum-Bozner Boden-Rentsch. Kirche und Kloster beherbergen wertvolle Fresken und weitere Kunstwerke.

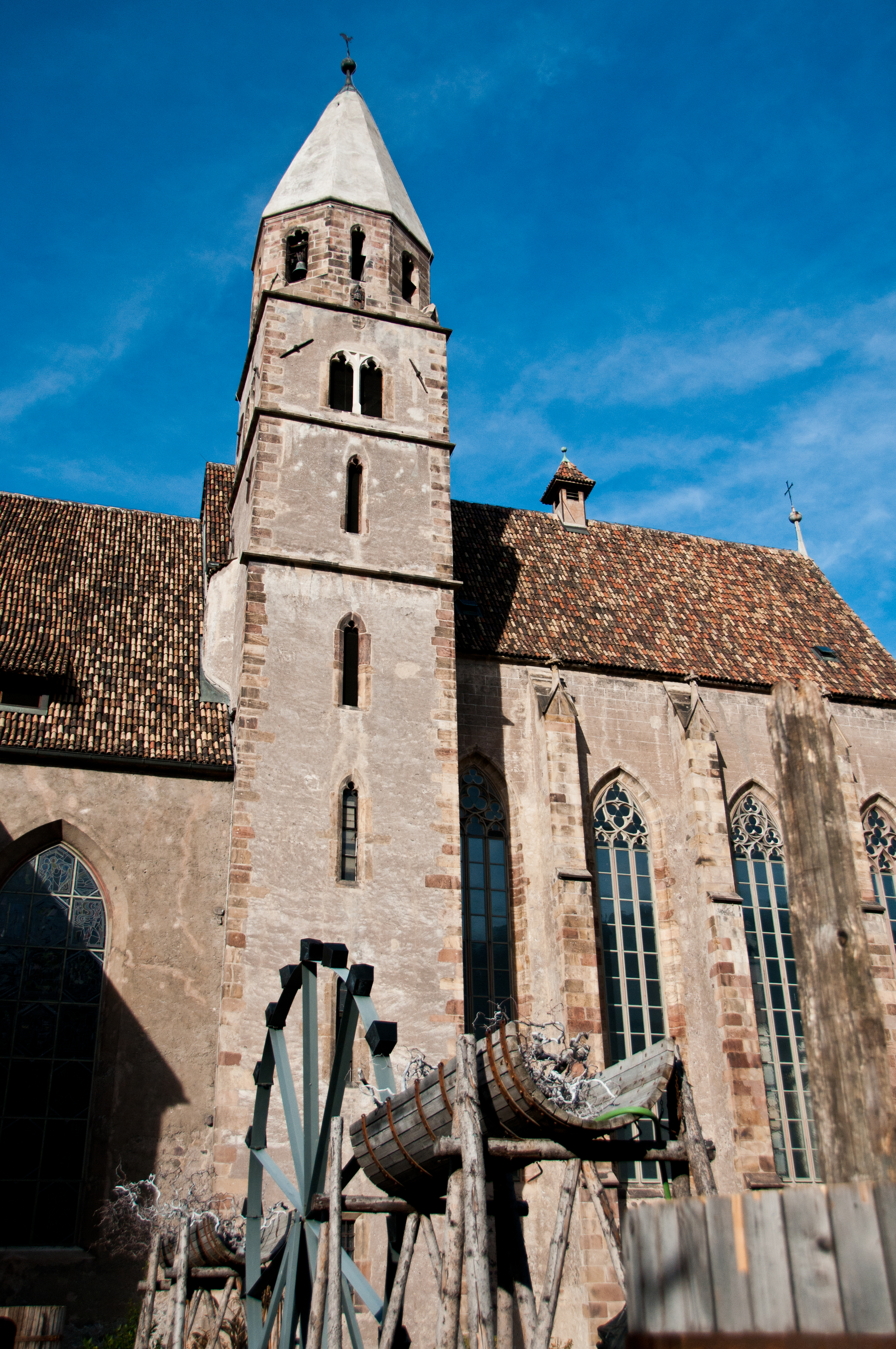
Franziskanerkirche von Süden

## Geschichte
Nach einer unbestätigten Legende soll der heilige Franziskus mit seinem Vater Pietro Bernardone, einem Tuchhändler, auf einer Geschäftsreise auf den Markt nach Bozen gekommen sein. Der kleine Franziskus habe dabei in der Kapelle zum hl. Ingenuin und hl. Erhard, die heute ein Teil des Klosterkomplexes ist, bei der Messe ministriert und die dortige Glocke geläutet.
Als im Jahr 1221 die ersten Minderbrüder unter Cäsar von Speyer aus dem 1210 gegründeten Orden des hl. Franz von Assisi über den Brenner nach Deutschland zogen, kamen sie auf ihrem Weg auch an Bozen vorbei. Sie erhielten vom Bischof von Trient in seiner Bozner Burg die Predigterlaubnis. Offenbar blieben einige von ihnen in Bozen zurück, weil bereits 1237 eine Niederlassung der Franziskaner an der Stadtmauer urkundlich erwähnt wird. Das erste Franziskanerkloster entstand um einen vom Bischof von Brixen zur Verfügung gestellten Meierhof außerhalb der nördlichen Stadtmauer mit der Kirche zum hl. Ingenuin und hl. Erhard. 1285 sind mit dem urkundlich genannten cimiterium sancti Francissci ein eigener Friedhof und damit das Bestattungsrecht bezeugt. Nachdem im Jahr 1291 ein Brand das ursprüngliche romanische Gebäude zerstörte, wurde das Kloster bis 1322 neu aufgebaut. 1348 konnte auch die dazugehörende Franziskanerkirche eingeweiht werden.
Weil es zu Beginn des 16. Jahrhunderts zu einem Niedergang der Ordensdisziplin – besonders des franziskanischen Armutsideals – kam, wurde 1514 eine Reform im Kloster durchgeführt. Im Zuge dessen übernahmen Franziskaner der Observantenbewegung das Bozner Kloster. Ab 1580 gehörte es zu der neu gegründeten Tiroler Franziskanerprovinz.
Im Jahre 1780 wurde von Kaiserin Maria Theresia die Einrichtung des heutigen Franziskanergymnasiums Bozen veranlasst, mit dessen Leitung und Unterricht die Brüder des Klosters beauftragt wurden. Unter der bayerischen Herrschaft wurde 1810 das Kloster in Bozen aufgehoben und Teile des Konvents des Landes verwiesen. Kurz diente es als Kaserne, bis die Franziskaner 1813 wieder das Gebäude beziehen konnten.
Die Franziskanerkirche wurde am 29. März 1944 durch einen Bombentreffer zerstört und nach dem Krieg wieder aufgebaut. In den ersten Nachkriegsjahren diente das Kloster, wie auch mehrere andere in Südtirol, das als einzige deutschsprachige Region nicht unter Kontrolle einer Besatzungsmacht stand, als Versteck für auf der Flucht befindliche, hochrangige Nationalsozialisten. So wurde etwa Adolf Eichmann vom Sterzinger Pfarrer in diesem Kloster untergebracht.
Sein aktuelles Bild verdankt die Kirche äußerlich (Portikus und Fassade) dem Wiederaufbau nach dem Zweiten Weltkrieg und innerlich einer eingehenden Renovierung in der Zeit zwischen 1990 und 1992. Heute widmen sich die Franziskaner, die Teile des Klosters immer noch bewohnen, in Bozen der Seelsorge an der Klosterkirche und der Lehrtätigkeit am Gymnasium. Sie gehören seit 2007 zur Provinz Austria vom Hl. Leopold mit Sitz in Salzburg, nachdem zuvor die Südtiroler Klöster nach dem Ersten Weltkrieg auf Druck Italiens von der Tiroler Franziskanerprovinz abgetrennt worden waren.

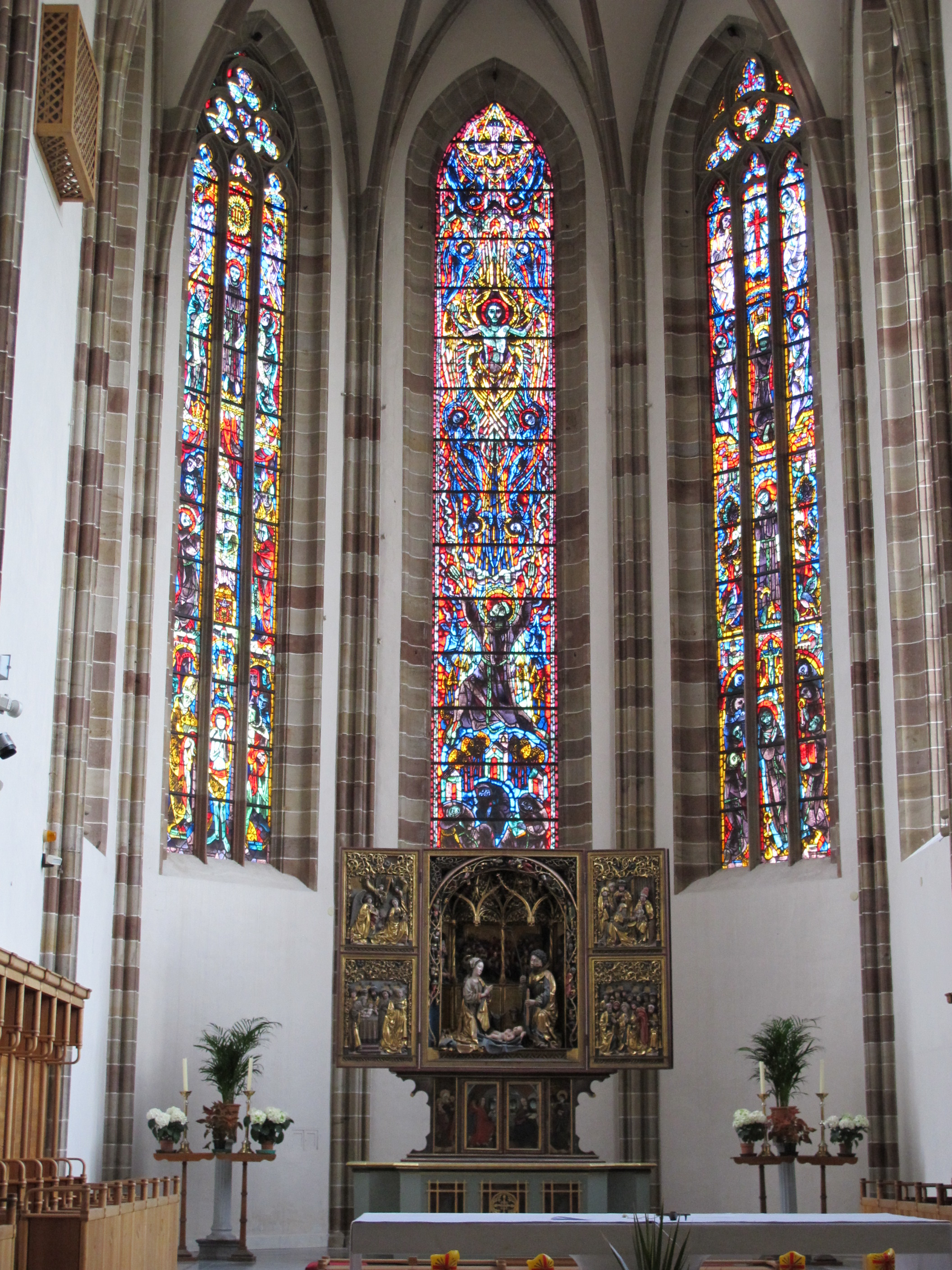
Chorraum mit Flügelaltar von Hans Klocker, 1500, und Glasfenstern von Josef Widmoser, 1954

## Franziskanerkirche
Der Turm der Kirche ist angesichts der Bauvorschriften der Bettelorden mit 44 Metern ungewöhnlich hoch und wurde 1376 fertiggestellt. Er besitzt eine Spitzpyramide als Dach und acht Schallfenster mit Dreipassabschlüssen. Die gotische Kirche selbst besteht aus einem dreischiffigen Laienraum und dem polygonalen Langchor mit Wanddiensten und Gewölberippen aus farbigem Sandstein. Nach einem Augenzeugenbericht seien beim großen Stadtbrand von 1483 auch der Kirchturm in Mitleidenschaft gezogen und die Glocken aufgrund der Brandhitze geschmolzen.

### Glasfenster
In der Apsis befinden sich drei große Glasfenster, moderne Arbeiten des Innsbrucker Künstlers Josef Widmoser aus dem Jahr 1954. Das mittlere Fenster stellt die Stigmatisierung des Hl. Franziskus dar. Diesem Fest (17. September) ist die Kirche auch geweiht. Auf dem linken Fenster ist unten Franziskus zu sehen, wie er seinem Vater Geld und Kleider zurückgibt, in der Mitte sein Erscheinen vor Papst Innozenz III., um seine Gemeinschaft bestätigen zu lassen, und oben die Heiligen König Ludwig IX. von Frankreich und Elisabeth von Thüringen. Das rechte Fenster zeigt oben Franziskus zwischen Christus und Maria, in der Mitte seine Vogelpredigt und unten den Tod des Heiligen.

### Gotischer Schnitzaltar
Im Chor hat der spätgotische Schnitzaltar des Hans Klocker aus dem Jahr 1500 Aufstellung gefunden. Er war ursprünglich in der Annakapelle gestanden, die parallel zur Kirche angebaut war und 1373 von der Bozner Familie Vintler gestiftet wurde. Der Schrein stellt die Geburt Jesu dar, im Hintergrund drängt das zahlreiche Gefolge der Heiligen Drei Könige heran und umrahmt ist die Szene von einem Bogen aus Rankenwerk und Figuren, der Wurzel Jesse. An den beiden Seitenflügeln sind im geöffneten Zustand die Schnitzbilder der Verkündigung Mariä und der Darstellung Jesu im Tempel sowie die Beschneidung Jesu und der Tod Mariens zu sehen. Im geschlossenen Zustand sind an den Seitenflügeln Malereien mit vier Abschiedsszenen der Apostel dargestellt. Die Predella zeigt im geöffneten Zustand die hl. Anna selbdritt, Johannes den Täufer und den Apostel Jakobus, auf den inneren Predellenflügeln Joachim und Anna; im geschlossenen Zustand die Verkündigung Mariens, Anna selbdritt und die Hl. Klara von Assisi.

### Laienraum

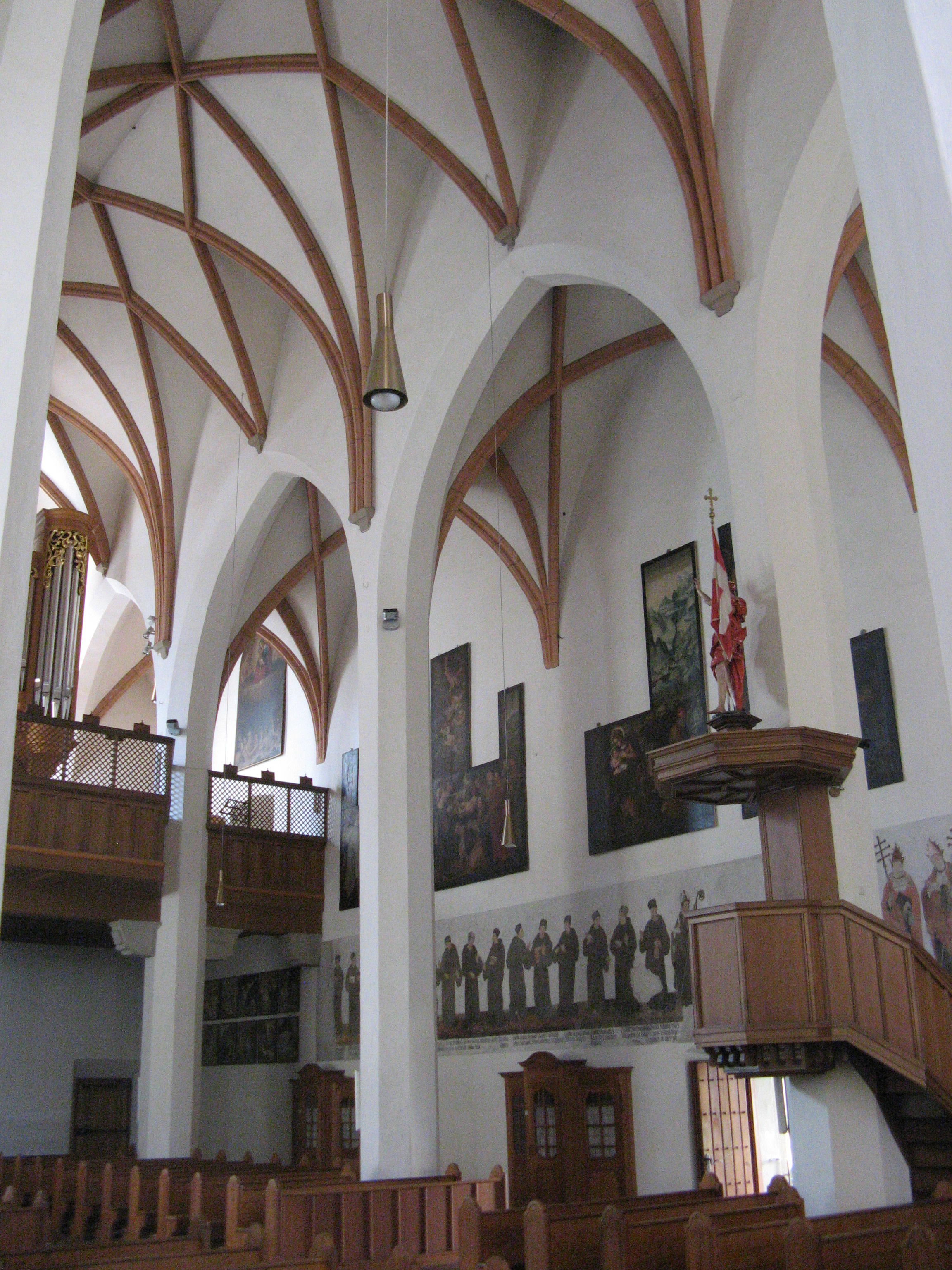
Innenraum der Kirche nach Norden mit Doktorenfresko, darüber die Flügeltüren der ehemaligen Butz-Orgel von 1618, links die Pirchner-Orgel von 1995

Der Laienraum, der ursprünglich flach gedeckt war, erhielt 1450–54 ein Netzrippengewölbe und achteckige Pfeiler. Anstelle der abgerissenen Annakapelle wurden 1680 drei barocke Seitenkapellen an die Südseite der Kirche angebaut. In der ersten Seitenkapelle befindet sich der 1683 von der Bozner Kaufmannsgilde gestiftete Antoniusaltar, in der dritten Seitenkapelle hängen Kreuzwegbilder des österreichischen Malers Leo Sebastian Humer aus dem Jahr 1954. Ebenfalls auf der Südseite befindet sich das große Fenster der Seligpreisungen des Grazer Künstlers Hans Szyszkowitz aus dem Jahr 1994. An der Stirnseite zum Chorraum sind links die Figur einer schmerzhaften Muttergottes aus dem 18. Jahrhundert und rechts die Figur des Hl. Josef des Bildhauers Franz Tavella aus dem Jahr 1904 aufgestellt.
An der Nordseite der Kirche steht der Sebastiansaltar, dessen Bild von Anton Psenner 1826 geschaffen wurde. Links vom Haupteingang befindet sich der sogenannte „Doktorenfries“ aus der Zeit kurz nach 1500, auf dem ursprünglich 35, heute nur mehr 21 gelehrte Angehörige des Franziskanerordens zu sehen sind. Darunter befinden sich die drei franziskanischen Päpste Alexander V., Nikolaus IV. und Sixtus IV., sowie der Hl. Bonaventura und Johannes Duns Scotus, alle nicht chronologisch, sondern hierarchisch nach ihren Kirchenämtern gereiht. Das Fresko hielt – am Vorabend der Reformation – die „gesellschaftliche Reputation der intellektuellen monastischen Tradition“ fest. Darüber hängen die Flügeltüren der ehemaligen barocken Orgel von Andreas Butz (1618), die der Münchner Hofmaler Georg Fischer 1636 geschaffen hat.
Die heutige Orgel auf der Empore stammt von Johann Pirchner jun. aus Steinach am Brenner (A) und wurde 1995 errichtet. Die Orgel hat 44 Register, davon 9 Zungenregister, drei Manuale und Pedal; sie ist im Wesentlichen barock inspiriert (Gottfried Silbermann, Freiberg), aufgrund der reichhaltigen Zungen aber auch für romantische Musik, insbesondere französische Romantik geeignet. Der Prinzipal 16' des Hauptwerks steht im Prospekt, neben dem Spieltisch befindet sich das schwellbare Unterwerk, hinter dem mittleren Pedalturm das schwellbare Oberwerk.

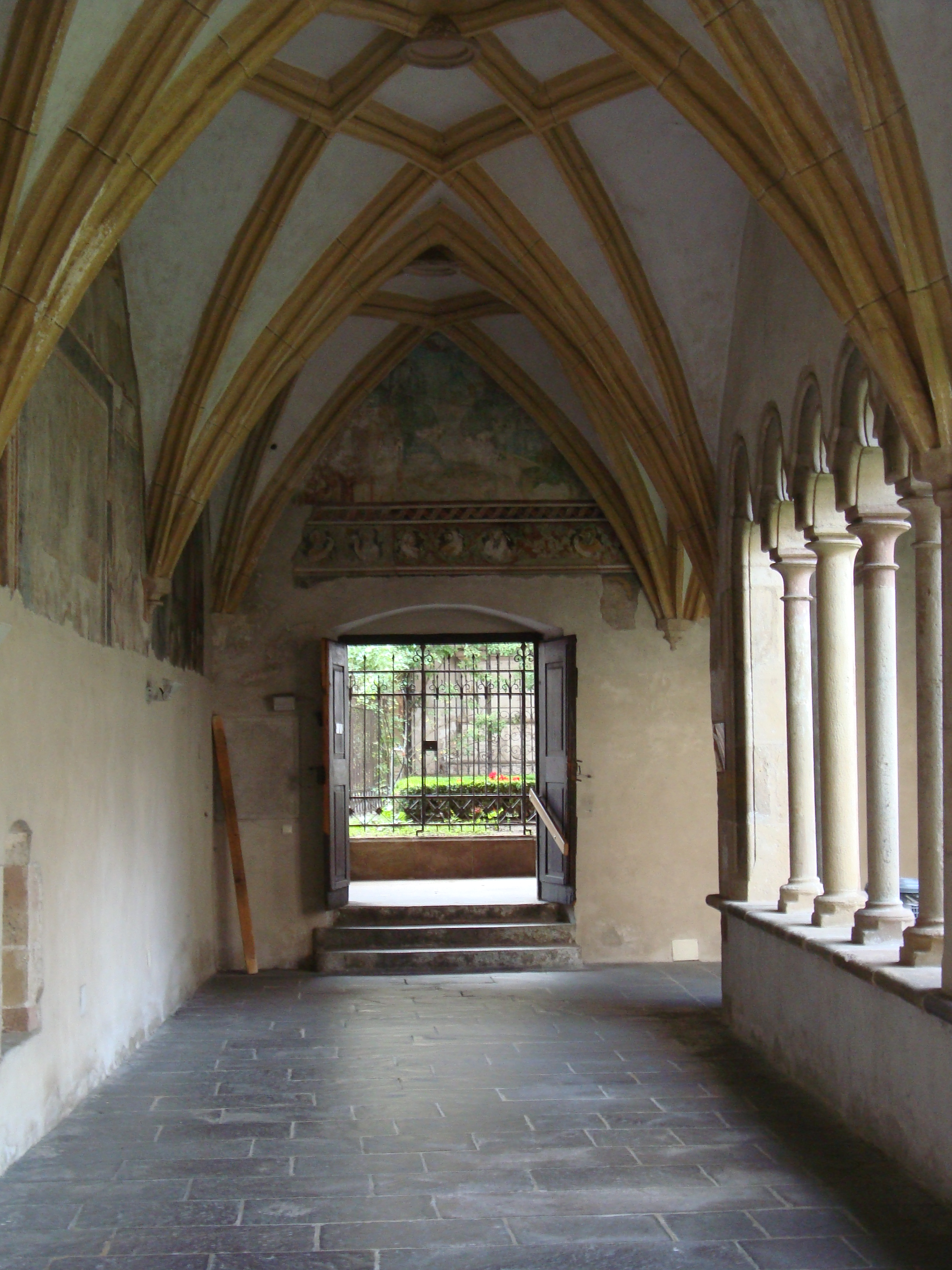
Kreuzgang

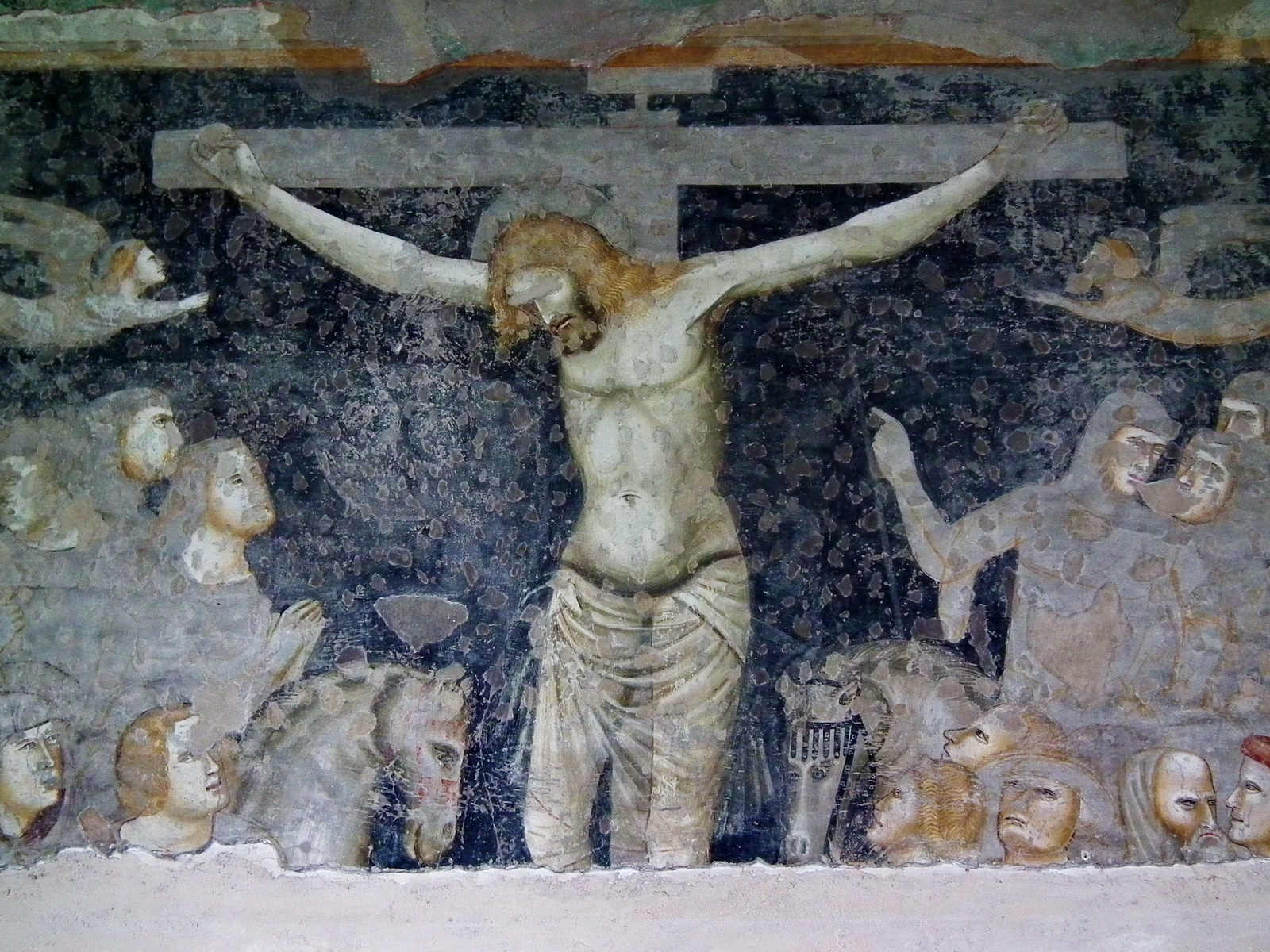
Kreuzgangsfresko aus der Giotto-Schule, um 1320

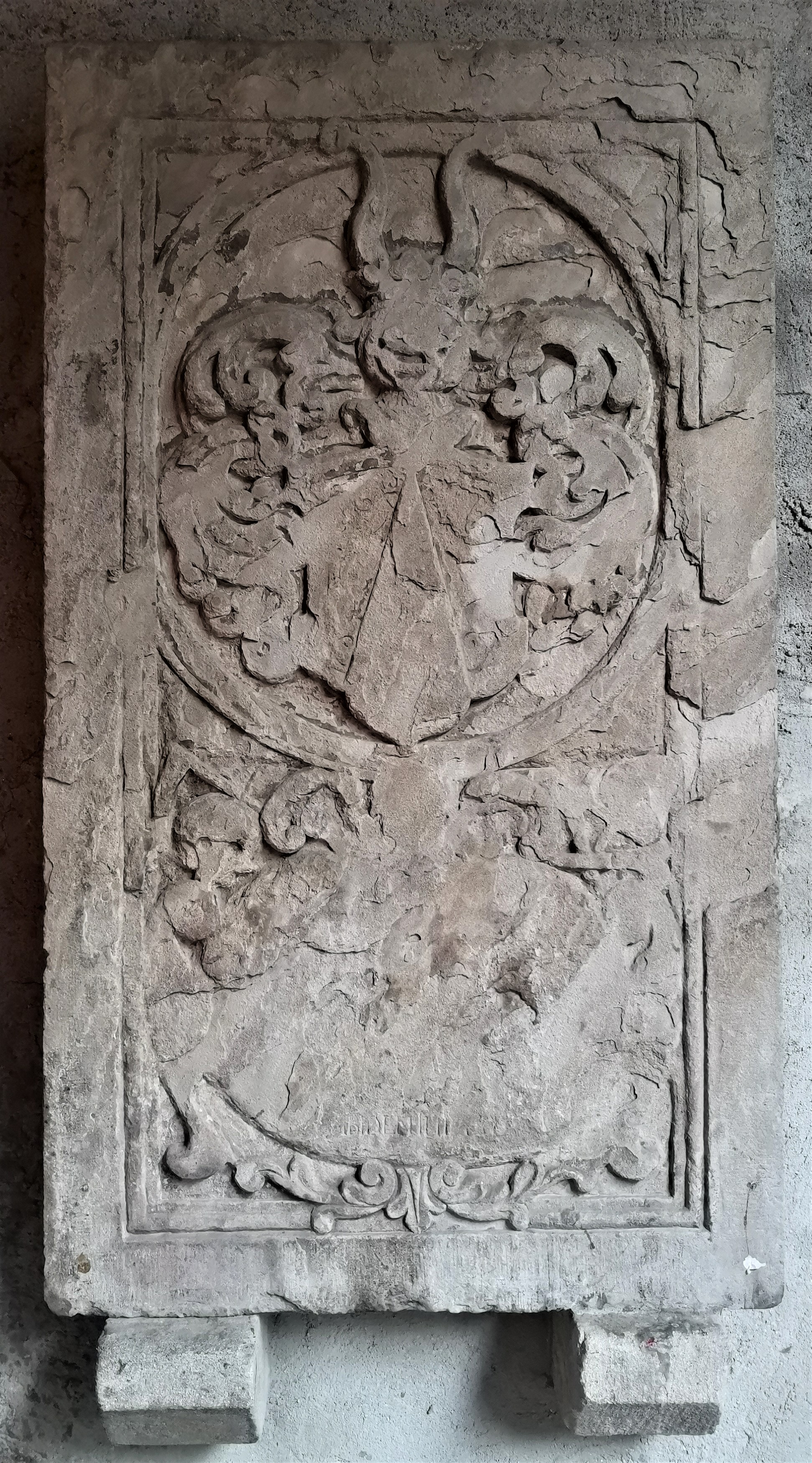
Grabstein Peters des Lahmen im Vorhof der Franziskanerkirche

## Kreuzgang
Wahrscheinlich noch vor Vollendung des Chors 1348 wurde der Kreuzgang nördlich an die Kirche angebaut. Durch tiefgekehlte Kleeblattbogen verbundenen Säulen folgen drei, im südlichen Flügel vier Pfeiler. Die Einwölbung des Kreuzgangs erfolgte noch vor 1484, aufgrund der Förderung durch Erzherzog Sigmund den Münzreichen. Seine Wappen sind als Schlusssteine im Ostflügel zu sehen. Von besonderer Bedeutung sind Fresken aus der Schule Giottos im Südflügel aus der Zeit von etwa 1320 bis 1330. Sie stellen eine Kreuzigung und eine Kreuzabnahme Christi dar. Ein weiteres Fresko um 1360 zeigt in einem Medaillon einen Franziskaner, der der Gottesmutter zwei Laien empfiehlt. Ein Fries mit Prophetenköpfen ist ebenfalls aus dieser Zeit. Erwähnenswert ist weiters eine Anbetung der Könige des Bozner Malers Ludwig Pfendter von 1607 und ein 90 cm hohes Hochrelief des Schmerzensmannes aus der 2. Hälfte des 14. Jahrhunderts. Durch die Einwölbung des Kreuzganges wurde die ursprüngliche Bemalung teilweise beschädigt, sodass etwa 1490 bis 1520 eine Neugestaltung al secco im Ostflügel erfolgte. Erst in den 1970er Jahren wurden im Nordflügel 30 Medaillons mit Einsiedlern aufgedeckt (1609). In den Lünetten sind noch 13 von ursprünglich 25 Ölgemälden zum Leben des Hl. Franziskus von Hilarius Auffenbacher (1711–1719) zu sehen, ein Bild stammt von Lukas Plazer.
An der Ostseite des Kreuzganges innerhalb der Klausur liegen die Erhardskapelle mit Fresken aus dem 14. und 17. Jahrhundert und die Johanneskapelle. Westlich vor Kreuzgang und Kirche befindet sich ein Kirchhof mit dem Grabstein des exilierten Fürsten Petre Şchiopul (Peter der Lahme, 1574–1577) von Moldau, der von den Türken vertrieben und 1594 in dieser Kirche begraben worden ist.

## Archiv und Bibliothek
Das Kloster besitzt Reste des Archivs und eine umfassende Bibliothek, deren Altbestand weitgehend erschlossen wurde und heute weitgehend am Franziskanergymnasium verwahrt wird. Ältere Handschriften des Bestands sind verstreut und etwa an der Universitätsbibliothek Innsbruck nachgewiesen.